# 茉莉酮
茉莉酮（英語：Jasmone）是一種可由茉莉花油中萃取的易揮發性有機化合物。茉莉酮在常溫常壓下呈現為無色至淡黃色的液體。茉莉酮可因為其戊烯基雙鍵產生兩個順反異構物：順茉莉酮和反茉莉酮，兩者氣味和化學性質相似。然而，在自然界中萃取的茉莉酮大多為順茉莉酮，而人工合成的則順反茉莉酮兩種產物皆有，但順式異構物占比較高。茉莉酮的結構式由拉沃斯拉夫·鲁日奇卡推導出。
茉莉酮在自然界中可由植物的茉莉酸行脫羧反應製得。茉莉酮在植物體可做為吸引或驅逐特定昆蟲的化學物，而茉莉酮在商業上可作為化妝品或芳香劑。